# Jens Heppner
Jens Heppner (Gera, 23 december 1964) is een Duits voormalig wielrenner en tegenwoordig ploegleider.

## Biografie
Heppner werd geboren in Gera in het voormalige Oost-Duitsland. Hij begon met wielrennen in 1974, reed voor diverse Oost-Duitse formaties en kreeg in 1991 een contract bij de Panasonicploeg van Peter Post. Van 1992 tot 2002 reed Heppner voor Team Telekom en in 1994 werd hij Duits kampioen. Hij won onder andere een etappe in de Ronde van Frankrijk en eindigde in 1992 als tiende in het algemeen klassement. In 1994 werd hij Duits kampioen.
In 2002 reed Heppner, op zijn 37e, tien dagen in de roze trui in de Ronde van Italië. Hij was daarmee de eerste Duitser aan de kop van het klassement sinds Gregor Braun de roze trui in 1981 voor één dag om de schouders droeg. In de 18de etappe stapte Heppner af in deze voor hem memorabele Ronde van Italië.
Na zijn carrière als wielrenner, die Heppner in 2005 beëindigde, werd hij ploegleider bij Team Wiesenhof, waar hij ook zijn laatste profjaren reed.
Sinds 2005 combineert Heppner met een baan als commentator voor Eurosport. In 2007 zou hij de Ronde van Frankrijk gaan verslaan, maar Eurosport besloot dit enkele weken van tevoren terug te draaien. De reden hiervoor waren de uitlatingen van enkele oud-ploeggenoten bij Telekom over dopinggebruik in hun periode bij die ploeg.

## Belangrijkste overwinningen
1987
- Eindklassement Ronde van Hessen
- Eindklassement Ronde van Saksen

1994
- Duits kampioen op de weg, Elite

1996
- 1e etappe Regio Tour

1997
- 5e etappe Dauphiné Libéré

1998
- 3e etappe Ronde van Frankrijk

1999
- Eindklassement Ronde van Duitsland

2000
- 1e etappe Ronde van Duitsland
- 1e etappe Ronde van Zwitserland (ploegentijdrit)

## Resultaten in voornaamste wedstrijden
| Jaar | Ronde van Italië | Ronde van Frankrijk | Ronde van Spanje |
| ---- | ---------------- | ------------------- | ---------------- |
| 1991 |                  |                     |                  |
| 1992 | 27e              | 10e                 |                  |
| 1993 | opgave           | 62e                 |                  |
| 1994 | 58e              | 60e                 |                  |
| 1995 | opgave           | 66e                 |                  |
| 1996 |                  | 88e                 |                  |
| 1997 |                  | 60e                 |                  |
| 1998 |                  | 56e (1)             |                  |
| 1999 |                  |                     |                  |
| 2000 |                  | 40e                 |                  |
| 2001 |                  | opgave              |                  |
| 2002 | opgave           |                     |                  |

| Jaar | Milaan-San Remo | Amstel Gold Race | Luik-Bast.‑Luik | Ronde van Lombardije | Waalse Pijl | Rund um den Henninger-Turm | Bretagne Classic |  | WK op de weg |  | Wereldranglijsten |
| ---- | --------------- | ---------------- | --------------- | -------------------- | ----------- | -------------------------- | ---------------- |  | ------------ |  | ----------------- |
| 1991 |                 |                  |                 | 32e                  |             |                            |                  |  | 39e          |  |                   |
| 1992 |                 | 68e              |                 |                      |             |                            | 19e              |  | 11e          |  |                   |
| 1993 |                 | ↑                | 38e             | 49e                  |             | 9e                         |                  |  |              |  | 10e (UWB)         |
| 1994 |                 | 31e              | 70e             |                      |             |                            | ↑                |  | 34e          |  |                   |
| 1995 | 18e             | 20e              |                 |                      |             | ↑                          | 16e              |  |              |  | 19e (UWB)         |
| 1996 | 49e             | 9e               | 50e             |                      | 78e         | Zilver                     | 17e              |  |              |  |                   |
| 1997 |                 | 50e              | 71e             |                      | 13e         | 49e                        |                  |  |              |  |                   |
| 1998 | 84e             | 54e              | 74e             |                      | 67e         |                            |                  |  |              |  |                   |
| 1999 |                 | 51e              |                 |                      | 24e         | 44e                        |                  |  |              |  |                   |
| 2000 |                 | 75e              | 66e             |                      |             | Brons                      |                  |  |              |  |                   |
| 2001 |                 |                  | 52e             |                      | 89e         |                            |                  |  |              |  |                   |
| 2002 |                 | 29e              | 28e             |                      | 78e         | 51e                        |                  |  |              |  |                   |